# Tami (parti)
Pour les articles homonymes, voir Tami.

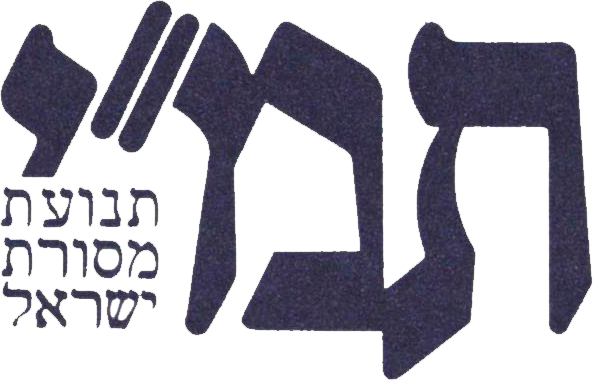
Symbole du parti TAMI (élections de 1981)

Le Tami (hébreu: תמ"י) était un parti politique ethnique sépharade israélien créé en 1981 par le ministre des Affaires religieuses Aharon Abuhatzeira (en) (né au Maroc en 1938, issu d'une lignée rabbinique célèbre) et par le millionnaire suisse et président de la Fédération Sépharade mondiale, Nessim Gaon. Tami est l'acronyme de Tenoa'a laMesorat Yisrael (hébreu: תנועה למסורת ישראל), soit "Mouvement pour l'héritage d'Israël".

## Histoire
Le Tami est créé peu avant les élections législatives de 1981, quand le ministre des Affaires religieuses  et ancien maire de Ramla, Aharon Abuhatzeira, député élu en 1974 et 1977, quitte le Parti national religieux (Mafdal) qui n'a pas réussi à empêcher la levée de son immunité parlementaire pour le faire juger dans une affaire de corruption. Abuhatzeira avait affirmé qu'il s'agissait d'une cabale contre lui en raison de ses origines marocaines. Après avoir dans un premier temps été déclaré innocent, à la suite de la défection d'un témoin, Abuhatzeira fut finalement condamné à une peine de trois mois pour une affaire de corruption datant de l'époque où il était maire de Ramla. En 2004, il a cette fois été jugé pour avoir quasiment réduit en esclavage une domestique marocaine musulmane qu'il avait importée du Maroc et fait déclarer juive par le Grand rabbinat.
Menant campagne sur une plate-forme d'égalité pour tous les citoyens sans considération de religion, d'origine ethnique ou de nationalité[réf. nécessaire], le Tami décroche trois sièges en 1981, Aharon Abuhatzeira, Aharon Uzan (en) (président de la fédération sépharade d'Israël, ancien député et ministre du Mapai et Ben-Zion Rubin (en) (ancien membre du Mafdal). Menahem Begin invite ce parti à rejoindre la coalition gouvernementale aux côtés du Likoud, du Parti national religieux, d'Agoudat Israel, de Telem et par la suite de Tehiya. Abuhatzeira est nommé ministre du Travail et du Bien-être social et ministre de l'Absoption des immigrants, mais démissionne de ces deux postes à la suite d'une nouvelle condamnation en mai 1982, cédant les deux portefeuilles à son colistier Uzan.
Le parti, qui avait provoqué la chute du gouvernement Begin, obtient de piètres résultats aux élections législatives de 1984, perdant beaucoup de ses électeurs au profit d'un nouveau parti séfarade, le Shas. Seul Abuhatzeira est réélu, et le parti fusionne avec le Likoud en cours de mandat, il n'existe plus depuis lors.

## Résultats électoraux
|      | 30 juin 1981 | 30 juin 1981 | 30 juin 1981 | 23 juillet 1984 | 23 juillet 1984 | 23 juillet 1984 | 1er novembre 1988 | 1er novembre 1988 | 1er novembre 1988 |
| ---- | ------------ | ------------ | ------------ | --------------- | --------------- | --------------- | ----------------- | ----------------- | ----------------- |
| Tami | 44.918 voix  | 2,3 %        | 3 sièges     | 31.103 voix     | 1,5 %           | 1 siège         | -                 | -                 | -                 |
| Shas | -            | -            | -            | 63.605 voix     | 3,1 %           | 4 sièges        | 107.709 voix      | 4,7 %             | 6 sièges          |

## Députés à la Knesset
- 1981 (10e Knesset) : Aharon Abuhatzeira (en), Ben-Zion Rubin (en), Aharon Uzan (en)
- 1984 (11e Knesset) : Aharon Abuhatzeira

## Sources
1. ↑  Israël, partis religieux, Medea, octobre 2001
2. 1 2  Early elections in Israel, Time, Monday, Apr. 02, 1984
3. ↑  Lenni Brenner: The Iron Wall (14. The Road to Sabra and Shatila)
4. ↑  Relly Saar, Ex-minister may have conned government for his maid, Haaretz, September 21, 2004